# Zgornja Vrata
Zgornja Vrata (nemško Oberthörl) je naselje v Občini Podklošter v Okraju Beljak-dežela na Koroškem v Avstriji.